# La segunda mujer
La segunda mujer es una película de drama criminal mexicana de 1953, escrita y dirigida por José Díaz Morales, y protagonizada por Rosa Carmina y Antonio Aguilar.

## Argumento
El cantante Rodolfo Salazar entra a una habitación. Encuentra a su segunda esposa Victoria y a su veinteañero hijo Rudy asesinado, por lo que sospecha de ella.
La película retrocede hasta cuando el cantante se separa de su mujer Rosaura y pide a Victoria, una exitosa bailarina, que se haga cargo de sus pequeños hijos Rudy y Ana. Una vez crecidos, el joven forma parte de una banda de ladrones y su hermana es cortejada por el jefe de los maleantes. En una fiesta la mamá rescata a su hija, quien está ebria. Victoria se entrevista con el hampón, que resulta ser su hermano, para  ofrecerle dinero para que deje a Ana. Intempestivamente llega Rudy, quien es baleado.

## Reparto
- Rosa Carmina como Victoria
- Antonio Aguilar como Rodolfo Salazar
- Freddy Fernández «El Pichi» como Rudy
- Liliana Durán como Rosaura
- Dagoberto Rodríguez como Gabriel Ramírez
- María Eugenia Llamas como Ana María de niña
- Gloria Alonso como Ana María de adolescente
- Conchita Gentil Arcos como Juliana
- Rosalía Julián como Mirta
- Fernando Luján como Rudy de niño
- Alejandro Ciangherotti como hermano Mayor
- Fernando Soto «Mantequilla» como Pánfilo
- La Torcacita como cantante
- Isolina Carrillo como cantante